# Thomas Wegner
Thomas Wegner (* 5. Februar 1948; † 20. Dezember 2016) war ein deutscher Unternehmer, Kunstsammler und Kulturförderer.
Wegner gründete 1975 in Hamburg das Unternehmen für Unterhaltungselektronik Schaulandt und 1989 die Galerie für Medienkunst Weißes Haus.